# Siła muzyki
Siła muzyki (ang. Song One) – amerykański dramat z 2014 roku w reżyserii Kate Barker-Froyland.

## Fabuła
Franny Ellis (Anne Hathaway) jest antropolożką, która pracuje na pustyni w Maroku, jednak jej praca zostaje przerwana, gdy dowiaduje się, że jej brat Henry został potrącony przez samochód, przez co wpadł w śpiączkę. Postanawia go odwiedzić, mimo że ich nie mieli ze sobą kontaktu, po tym jak Henry zdecydował się zrezygnować ze studiów, aby zostać muzykiem.

Przesiadując w szpitalu, Franny odnawia relację poprzez studiowanie pamiętnika swojego brata. Postanawia odnaleźć miejsca i poznać ludzi, z którymi związany był jej brat. W ten sposób trafia na koncert Jamesa Forestera (Johnny Flynn), którego Henry był fanem. Muzyka trafia także w jej gust, zostaje fanką wykonawcy, z którym nastepnie wdaje się w romans.

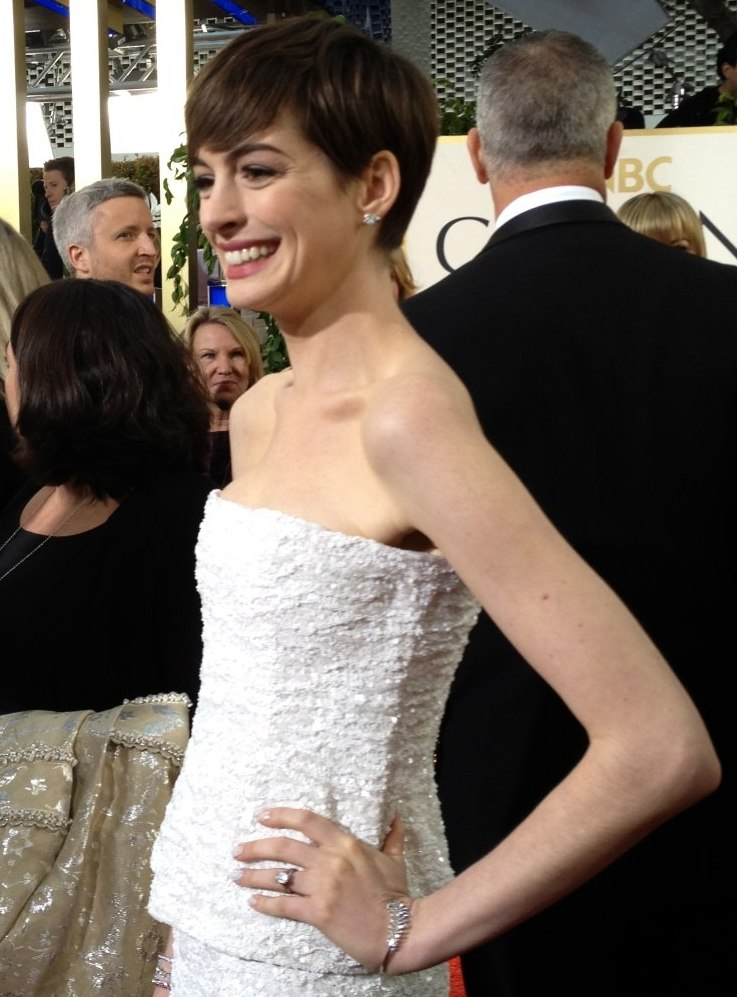
Anne Hathaway – odtwórczyni roli Franny Ellis (zdjęcie z 2013 roku)

## Obsada
- Anne Hathaway jako Franny Ellis[2][3]
- Johnny Flynn jako James Forester[2][3]
- Mary Steenburgen jako Karen Ellis[2][3], matka Franny i Henry'ego
- Ben Rosenfield jako Henry Ellis[2][3]
- Lola Kirke jako Rema[2]
- Cass Dilon jako Paul[2]
- Al Thompson jako Andy[3]
- Crystal Lonneberg jako przyjaciółka Jamesa[3]
- Stefano Villabona jako mężczyzna na koncercie rockowym[3]
- Katrina E. Perkins jako Hipiska[3]

## Produkcja
Budżet filmu wyniósł ok. 6 milionów dolarów.
Kręcenie zdjęć do Song One rozpoczęto w czerwcu 2013 roku w Nowym Jorku.

## Muzyka
Muzyka do filmu została opracowana przez Lakeshore Records w 2014 roku. Pracami kierował Eric Craig, a kierownikiem artystycznym był John Bergin.
| L.p. | Tytuł                       | Wykonawca                         | Długość |
| ---- | --------------------------- | --------------------------------- | ------- |
| 1.   | "Bulb Went Black"           | Johnny Flynn                      | 03:09   |
| 2.   | "Cumberland Gap"            | The Felice Brothers               | 02:31   |
| 3.   | "In April"                  | Johnny Flynn                      | 03:12   |
| 4.   | "One Day"                   | Sharon Van Etten                  | 04:38   |
| 5.   | "What Have You Done"        | Naomi Shelton & The Gospel Queens | 03:46   |
| 6.   | "Iris, Instilled"           | Johnny Flynn                      | 02:44   |
| 7.   | "I Need You"                | America                           | 03:06   |
| 8.   | "The Crystal Cat"           | Dan Deacon                        | 03:50   |
| 9.   | "Big Black Cadillac"        | Johnny Flynn                      | 02:30   |
| 10.  | "My Baby Just Cares for Me" | Nina Simone                       | 03:37   |
| 11.  | "Little Yellow Dress"       | Johnny Flynn                      | 03:21   |
| 12.  | "O Leãozinho"               | Paul Whitty                       | 02:30   |
| 13.  | "Marble Song"               | Ben Rosenfield                    | 03:21   |
| 14.  | "Afraid of Heights"         | Johnny Flynn and Anne Hathaway    | 01:53   |
| 15.  | "Silver Song"               | Johnny Flynn                      | 02:46   |

## Upowszechnienie
Film miał premierę 20 stycznia 2014 podczas 30. Sundance Film Festivalu. Dystrybutorem filmu w Stanach Zjednoczonych było The Film Arcade. Film puszczano w 27 kinach. MPA nadało filmowi oznaczenie PG-13. Ograniczona premiera w USA odbyła się 23 stycznia 2015 roku. W innych krajach premiera odbyła się: 27 marca 2015 (Hongkong), 3 kwietnia 2015 (Korea Południowa), 17 kwietnia 2015 (Tajwan), 14 kwietnia 2016 (Niemcy). Dystrybucją poza Stanami Zjednoczonymi zajmowało się przedsiębiorstwo Wide.
W marcu 2015 roku film trafił do sprzedaży w wersji na DVD or Blu-ray.

## Odbiór

### Box Office
Na całym świecie film osiągnął łączne przychody $ 408 918, z czego najwięcej w Korei Południowej ($ 231 980).

### Odbiór krytyków
Agregator recenzji Rotten Tomatoes przyznał filmowi ocenę 34% na podstawie 50 recenzji, ze średnią oceną 5,29/10. Konsensus krytyków brzmi: Song One ma w sobie mnóstwo szczerego uroku, ale to nie wystarcza, aby przeważyć nad prostą, znajomą historią. Agregator Metacritic przyznał filmowi ocenę 48 na 100 na podstawie 23 recenzji, co wskazuje na „mieszane lub przeciętne recenzje”.

### Nagrody i nominacje
W 2014 roku film otrzymał nominację na festiwalu Sundance do głównej nagrody jury za najlepszy dramat Kate Barker-Froyland.